# Sonatine bureaucratique
Pour les articles homonymes, voir Sonatine (homonymie).
La Sonatine bureaucratique est une composition pour piano d'Erik Satie, qui parodie la Sonatine op. 36 n° 1 (1797) de Muzio Clementi.

## Présentation
La sonatine de Satie, plus courte que son modèle chez Clementi, est composée en juillet 1917 et publiée la même année. La composition est constituée de trois petits mouvements, dont le dernier expose certains pseudo-développements : les motifs de la première moitié de ce mouvement sont réarrangés dans une autre séquence comme « section de développement », ou plutôt comme imitation de développement.
D'un point de vue formel, la sonatine est l'une des compositions les plus ouvertement néoclassiques de Satie. C'est l'une des rares pièces pour piano qu'il a écrites avec les barres de mesure, ce dont il n'aurait sans doute pas fait usage si ce n'est pour faire une référence explicite au classicisme. C'est le seul exemple formel de parodie dans l'œuvre du musicien.
Que Satie veuille écrire une composition dans le style néo-classique, quelques mois après le succès de scandale de Parade, n'est pas si surprenant : Satie était en bons termes avec Igor Stravinsky depuis 1911 et après son propre succès de scandale avec Le Sacre du printemps en 1913 (créé avec le même Ballets russes que Parade), il s'est également orienté vers le néoclassicisme – bien que pour Stravinsky ne fasse pas de composition distincte néoclassique, avant la sonatine de Satie.
La partition est pleine de remarques amusantes — « texte, ubuesque et courtelinesque à la fois », dit Guy Sacre — décrivant le quotidien ennuyeux d’un fonctionnaire. Par exemple, le dernier mouvement appelé « Vivache », au lieu de l'original Vivace. Satie pratique au moins l'auto-dérision : le sourd muet de Basse-Bretagne, prétendument « air péruvien » qui constitue le premier thème du dernier mouvement, est Satie lui-même. La sonatine peut aussi être vue comme la composition avec laquelle Satie a conclu sa série de trois compositions « humoristiques » pour piano, qu'il avait commencée en 1911.

## Discographie
- Jean-Joël Barbier Intégrale vol. 2 (1968, Accord)[5] (OCLC 221630999)
- Aldo Ciccolini (1971, EMI 5 74534-2)[6] (OCLC 422002916)
- Daniel Varsano (mars 1979, « Erik Satie and friends » CD 10, Sony Classical) (OCLC 956460701)
- Pascal Rogé (mai 1983, Decca 475 7527) (OCLC 612674725)
- Anne Queffélec (mars 1988, Virgin 7 90754-2) (OCLC 223198357)
- Mon ami Satie, « une heure d'humour en compagnie de Claude Piéplu » (récitant), Jean-Pierre Armengaud (piano), Harmonia Mundi, Mandala, MAN 4879, 1991.
- Michel Legrand, piano ; Raymond Devos, narrateur (mars 1993, Erato 4509928582 / 10CD Parlophone)[7] (OCLC 658852438 et 979257228)
- Jean-Pierre Armengaud, Œuvres vol. 2 : Les pièces humoristiques (1996, Mandala) (OCLC 421758438)
- Jean-Yves Thibaudet, The Magic of Satie (décembre 2001, Decca)[8] (OCLC 51443309)

## Sources
- Guy Sacre, La musique pour piano : dictionnaire des compositeurs et des œuvres, vol. II (J-Z), Paris, Robert Laffont, coll. « Bouquins », 1998, 2998 p. (ISBN 978-2-221-08566-0), p. 2400–2401.
- Michael Kennedy, « Satie, Erik », dans The Oxford Dictionary of Music, 985 pages, 2006  (ISBN 0-19-861459-4)
- (en) Caroline Potter (éd.), Erik Satie : Music, Art and Literature, Londres, Ashgate, 2013, xix-347 (ISBN 978-1-4094-3421-4, OCLC 952729091, lire en ligne)